# Злата Мъгленска
Света Злата Мъгленска (на гръцки: Αγία Χρυσή, Агѝя Хрисѝ) е българска светица и великомъченица, живяла през XVIII век по време на османското владичество в Македония.

## Житие
Ражда се в бедно семейство в село Слатина, Мъгленско. Злата има още три сестри. Още от малка се проличава нейната рядка красота, смиреност, благочестивост и чистата, твърда и непоклатима вяра в Господ. Рядката хубост на девойката ѝ донася големи изпитания и става повод да понесе изпитания на велика мъченица.
Според житието на светицата млад турчин я издебва и отвлича. Поискал от нея да се отрече от вярата си и да се омъжи за него. Тя не скланя дори пред молбите на близките си да се отрече от християнската вяра.
Умира на 18 октомври 1795 г., след като турците дълго и безмилостно я изтезават, а след това я обесват и насичат тялото ѝ на късове.
Българската православна църква почита паметта ѝ на 18 октомври всяка година. Цариградската патриаршия, както и Гръцката православна църква, Сръбската, Руската, Македонската и други църкви я честват на 13 октомври, както е записано в основния източник на житието ѝ – „Нов мартирологий“ на преподобни Никодим Светогорец.

## Други
На някои от иконите си Светицата е изографисана в народна носия.
През 2009 г. по идея на историка Пламен Павлов св. Злата Мъгленска е избрана за небесна застъпница на българките в чужбина. Държавната агенция за българите в чужбина при председателството на Райна Манджукова учредява наградата „Българка на годината“ на името на Света Злата Мъгленска, която се обявява всяка година на 21 януари. За 2009 г. наградата е присъдена на Костадинка Кунева и Спаска Митрова.
На света Злата Мъгленска е наречена улица в квартал „Димитър Миленков“ в София (Карта).